# Fly CAA
 (mai 2012).
flyCAA (littéralement « Compagnie Africaine d'Aviation », généralement abrégé CAA et commercialisé comme flyCAA) est une compagnie aérienne de la République démocratique du Congo fondée en 1992. Elle naît à la suite d'une fusion de la compagnie flyCongo et CAA, basée à l'aéroport de N'djili à Kinshasa.
Il dispose d'un vaste réseau de vols de passagers intérieurs réguliers, et un service international sur la route Kinshasa-Lubumbashi-Johannesburg, ainsi que les vols de fret. En raison de préoccupations en matière de sûreté et de sécurité, la flyCAA a été inclus dans la liste des transporteurs aériens interdits dans l'Union Européenne, ainsi que de nombreuses autres compagnies aériennes de la RDC.

## Destinations desservies

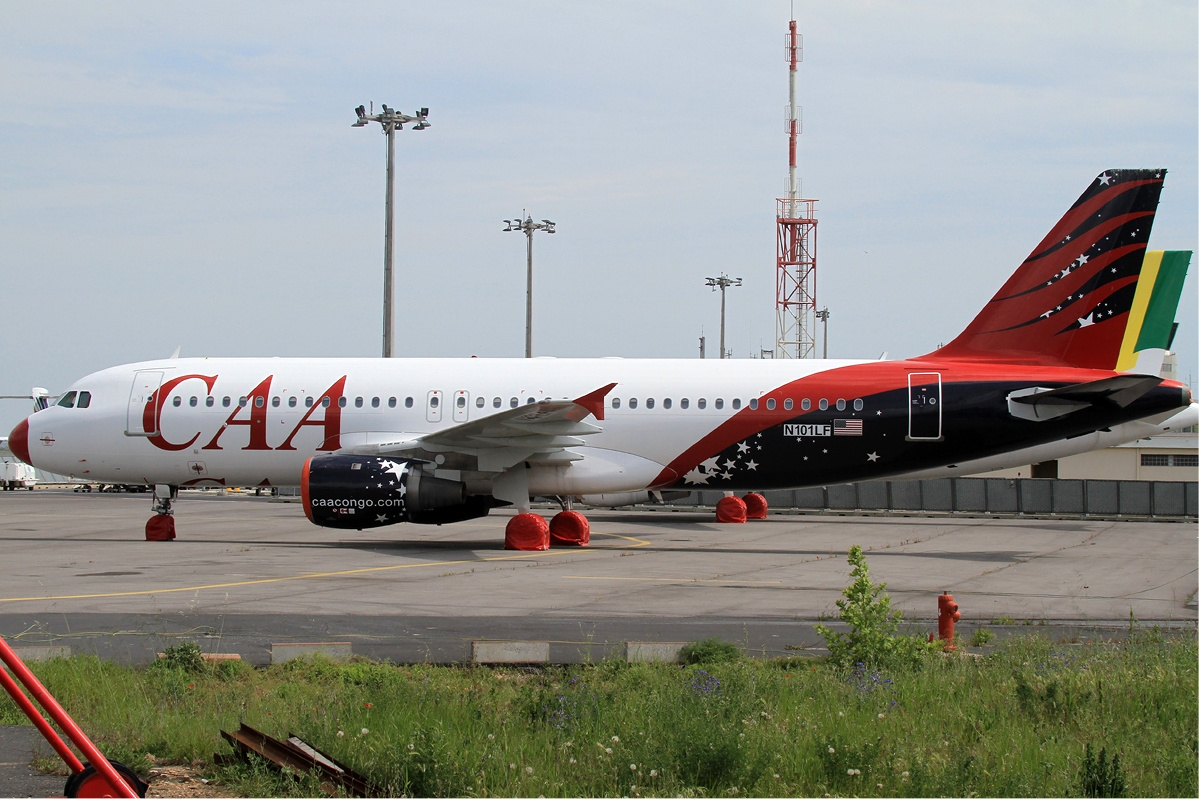
Un Airbus A320 à Aéroport de Montpellier-Méditerranée, France, en cours de préparation pour la livraison à CAA (2011).

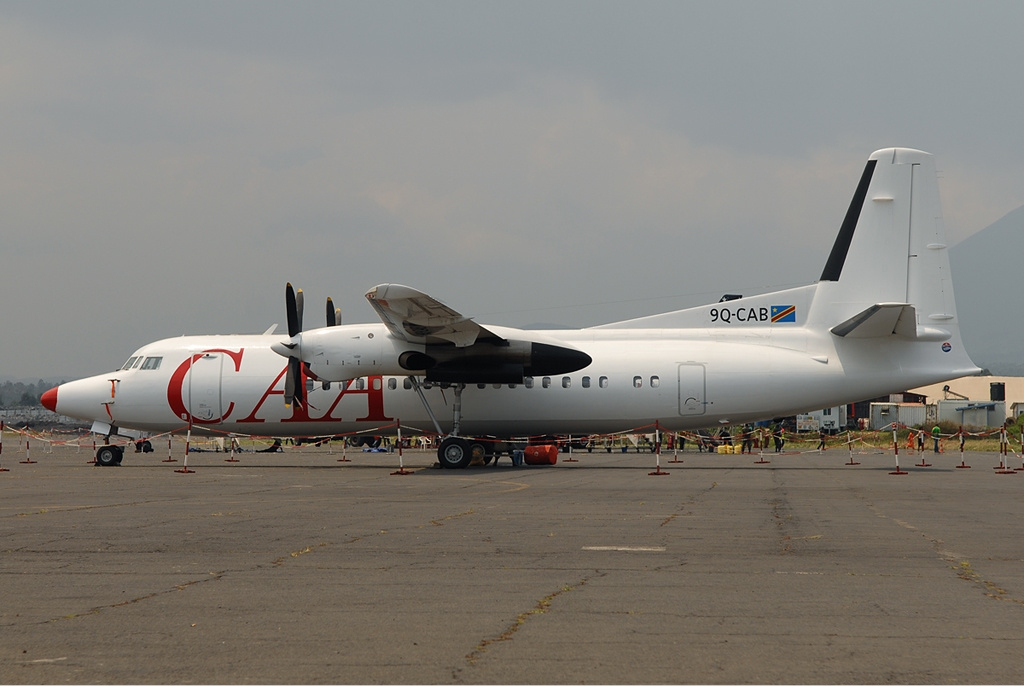
Un avion CAA Fokker 50 à Aéroport international de Goma (2010)

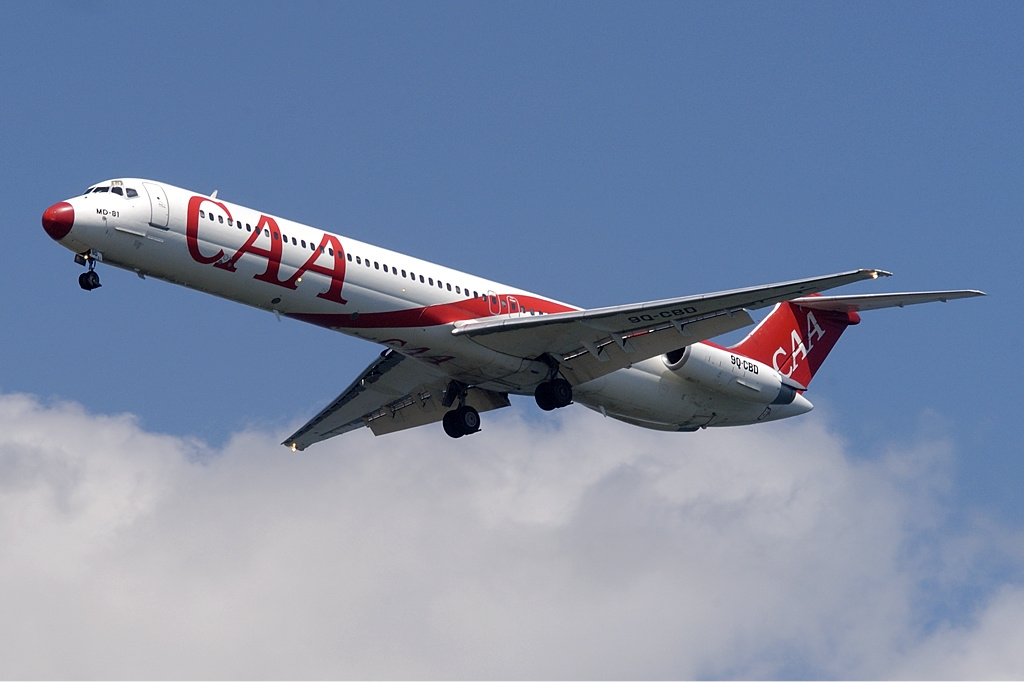
Un avion CAA McDonnell Douglas MD-80 approchant Aéroport international de Ndjili (2006)

### Destinations Locales
- Beni
- Boende
- Bukavu
- Bumba
- Bunia
- Gemena
- Goma
- Isiro
- Kalemie
- Kamina
- Kananga
- Kisangani
- Kolwezi
- Lisala
- Lubumbashi
- Malemba-Nkulu
- Manono
- Mbandaka
- Mbuji-Mayi

### Destination Internationale
- Johannesburg